# Heinrich von Heimburg
Heinrich von Heimburg (talvolta Hinnenberg) (fl. XIII secolo) fu un Gran Maestro dell'Ordine Livoniano dal 1246 al 1248.
Subentrò a Dietrich von Grüningen.

## Biografia
Il padre di Heinrich era probabilmente Lupold von Heimburg. Proveniva da Heimburg, nella Sassonia orientale, vicino a Halberstadt. La sua famiglia aveva precedentemente operato nel ruolo di ministeriale, una carica che permise alla stirpe di diventare una delle più influenti della Sassonia all'inizio del XIII secolo.
Nel 1239, si parla di Heimburg già come cavaliere dell'Ordine teutonico, di stanza a Langeln. Dovette essere molto legato all'allora Duca di Braunschweig, Otto, che lo definiva “suo più caro amico”. Nel 1240, si menziona della sua presenza a Mergentheim al cospetto del Gran maestro dell'Ordine teutonico Corrado di Turingia.
Sei anni dopo, fu nominato Landmaster dell'Ordine di Livonia: due anni dopo fece ritorno in Germania, cedendo il titolo al suo successore Andreas von Felben.